# Pericoma alticola
Pericoma alticola är en tvåvingeart som beskrevs av Vaillant 1955. Pericoma alticola ingår i släktet Pericoma och familjen fjärilsmyggor. Inga underarter finns listade i Catalogue of Life.